# Acquisto della Louisiana

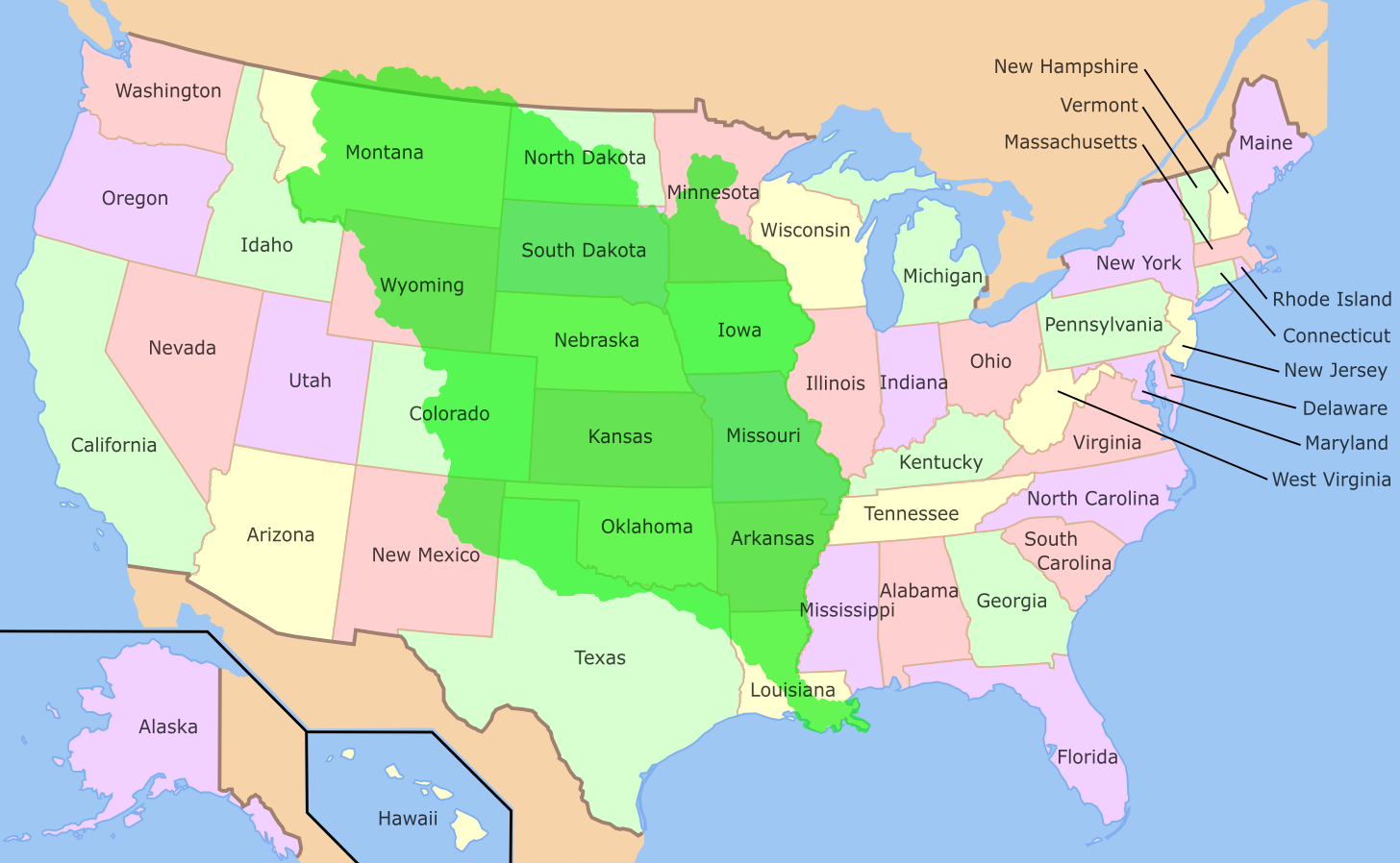
Le terre acquistate dagli Stati Uniti nel 1803 evidenziate in verde

Il cosiddetto "acquisto della Louisiana" (Louisiana Purchase in inglese, Vente de la Louisiane in francese) fu l'acquisizione da parte degli Stati Uniti dai francesi nel 1803 di 2.140.000 km² di territorio allora conosciuto con il nome di Louisiana francese. Il costo fu di 11.250.000 dollari; sommando l'estinzione dei debiti e gli interessi la cifra totale fu di 23.213.568 dollari (equivalenti a circa 337 milioni di dollari statunitensi del 2021).

## Geografia
Con questo acquisto di territorio gli Stati Uniti raddoppiarono la propria superficie e venne esteso il loro dominio sull'intero bacino del Mississippi-Missouri, raggiungendo il confine delle Montagne Rocciose.
La terra acquistata comprendeva gli odierni Stati: Arkansas, Missouri, Iowa, Oklahoma, Kansas, Nebraska, parte del Minnesota, la maggior parte del Dakota del Nord, il Dakota del Sud, la parte nord-est del Nuovo Messico, l'estremità nord del Texas, parte del Montana, il Wyoming, la zona ad est del Colorado e parte della Louisiana, incluso la città di New Orleans. La zona all'estremo nord occupava anche parte delle attuali province canadesi di Alberta e Saskatchewan. Il tutto copriva il 23% degli attuali confini statunitensi.
Questa acquisizione segnò un momento importante per la presidenza di Thomas Jefferson anche se al momento si scontrò con l'opposizione interna, la quale sosteneva che una compravendita di territori fosse anticostituzionale. Jefferson pensava invece che la Costituzione degli Stati Uniti non precisasse nulla al riguardo, e che inoltre fosse una buona occasione per eliminare il potere della Francia e della Spagna, che fino a quel momento erano state un ostacolo insormontabile per l'accesso commerciale al porto di New Orleans.

## Scenario geopolitico
La città di New Orleans, sita alla foce del fiume Mississippi, era riuscita a svilupparsi dove altre città non erano riuscite e dalla sua posizione controllava il Mississippi (a quel tempo il fiume costituiva il confine tra gli Stati Uniti ed i territori della ex Louisiana francese), inoltre il suo porto aveva un ruolo fondamentale per il trasporto e lo scambio delle merci agricole provenienti dall'ovest dei monti Appalachi. Il trattato di Pinckney, firmato con la Spagna il 27 ottobre 1795, permetteva ai commercianti statunitensi di utilizzare il porto solo per immagazzinare i beni prima dell'esportazione.
Gli statunitensi utilizzarono questo trattato per commerciare beni come farina, tabacco, carne suina, burro e formaggio. Il trattato riconosceva anche il diritto di navigazione lungo il Mississippi il quale diventò sempre più essenziale per la crescita del commercio nei territori dell'ovest. Con il trattato di San Ildefonso, Napoleone Bonaparte riportò la Louisiana (che era spagnola dal 1762) sotto il controllo francese nel 1800. Il trattato venne tenuto segreto e divenne ufficiale solo il 3 novembre 1803, tre settimane prima della cessione territoriale agli Stati Uniti.
Nei gennaio del 1803 James Monroe raggiunse Robert R. Livingston, ambasciatore degli Stati Uniti in Francia, a Parigi, per negoziare quello che poi sarebbe divenuto l'acquisto della Louisiana, anche se originariamente gli interessi vertevano solo sul porto di New Orleans ed i suoi dintorni.

## La trattativa

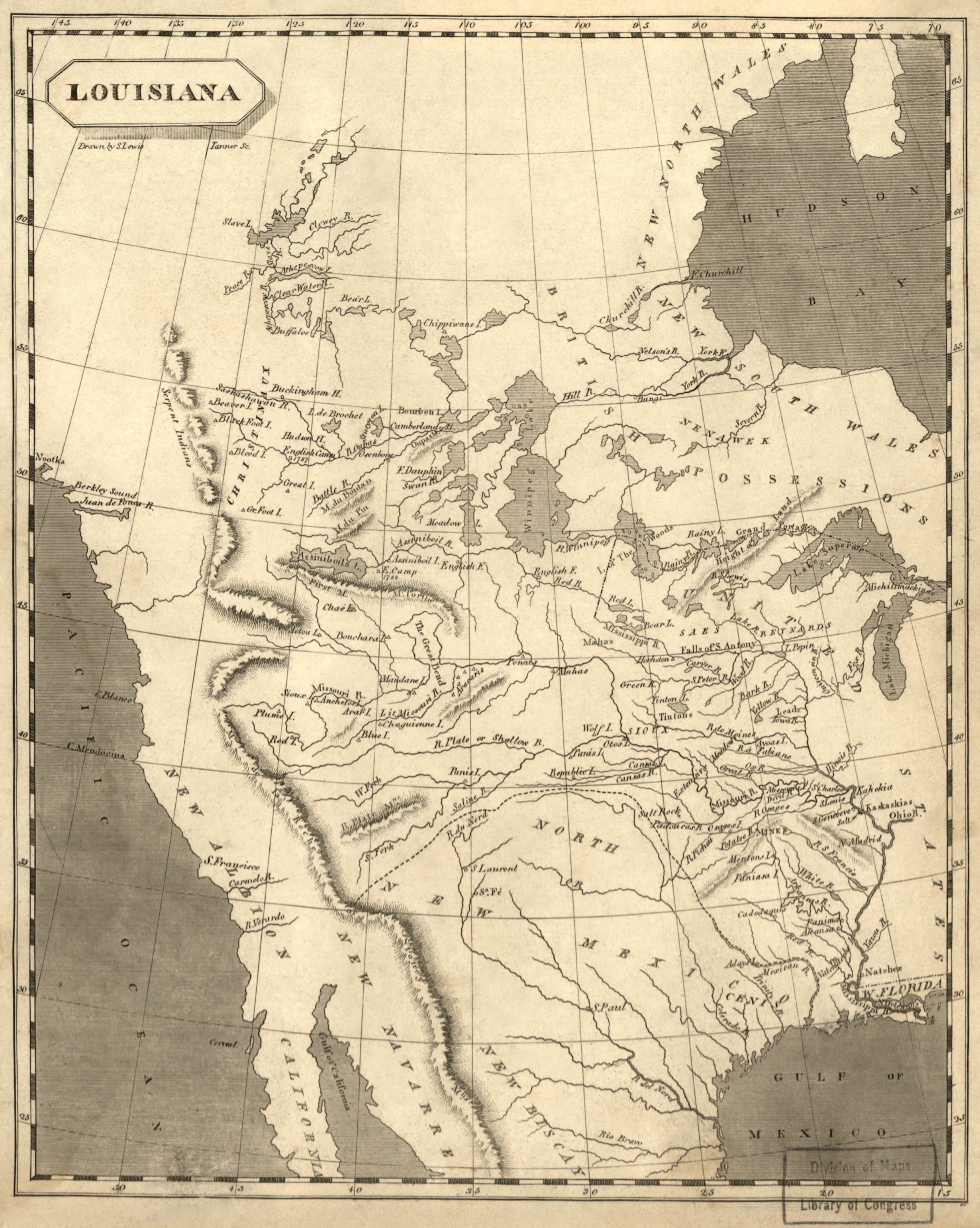
La Louisiana vista da un cartografo contemporaneo, limitata ad ovest dalle Montagne Rocciose

Jefferson preparò il terreno per il futuro acquisto della Louisiana inviando Livingston a Parigi nel 1801, dopo essere venuto a conoscenza del trasferimento del suddetto territorio dalla Spagna alla Francia. Originariamente l'obiettivo di Livingston era l'acquisto della sola città di New Orleans ma i francesi opposero un secco rifiuto.
Nel 1802 fu la volta di Pierre Samuel du Pont de Nemours che in quel momento viveva negli Stati Uniti ed aveva stretti legami sia con il presidente Jefferson che con i politici francesi al potere. Egli venne ingaggiato dal governo degli Stati Uniti per dare un contributo al tavolo delle trattative, durante le quali propose l'idea di un acquisto ben più ampio della sola città portuale, comprendente tutta la Louisiana, adducendo come motivazione l'interesse nell'evitare un futuro conflitto coloniale tra Francia e Stati Uniti nell'America settentrionale.
A Jefferson non piaceva l'idea di un acquisto in quanto avrebbe significato l'ammissione implicita del diritto francese su quel territorio. Inoltre egli aveva dubbi dovuti al fatto che la Costituzione non prevedesse nulla riguardo ad un'azione del genere, che peraltro avrebbe presumibilmente aumentato i poteri del governo federale a scapito di quelli dei singoli Stati. Jefferson però sapeva bene quanto fosse pericoloso avere vicino una potenziale minaccia come quella francese ed era eventualmente pronto ad affrontare uno sforzo bellico per evitare un ulteriore rafforzamento napoleonico nella zona. Nel frattempo anche il ministro degli esteri francese, Charles Maurice de Talleyrand, si era decisamente opposto alla vendita, la quale avrebbe significato la fine definitiva dei piani francesi riguardanti l'impero coloniale nordamericano.
Essendo le iniziative militari di Bonaparte in continua evoluzione, il presidente statunitense dovette tenersi in costante aggiornamento. In effetti parte della sua strategia subì un'involuzione e le disposizioni che diede a Du Pont ed a Livingston si basarono sulle informazioni riportate da quest'ultimo all'origine della trattativa. Nel 1803 a Parigi venne mandato anche Monroe, il quale era stato espulso formalmente dalla Francia nella sua precedente missione. Nei fatti l'arrivo di Monroe in veste diplomatica costituiva anche un serio affronto per la Francia.
A Saint-Domingue (l'attuale Haiti) Napoleone dovette inoltre affrontare una sconfitta delle sue truppe dove Charles Leclerc, suo cognato, stava tentando di reprimere una ribellione di schiavi che avrebbe potuto mettere a repentaglio la colonia più proficua dell'impero. Il conflitto politico a Guadalupa e Saint-Domingue crebbe con la restaurazione della schiavitù il 20 maggio 1802 portando come conseguenza anche le defezioni di due ufficiali francesi, l'ex schiavo Jean-Jacques Dessalines e Alexandre Pétion.
La carenza di forze militari in America portò Napoleone ad aver bisogno di una pace con il Regno Unito per poter così raggiungere l'accordo per il trattato di San Ildefonso ed ottenere la Louisiana. Questo territorio era senza dubbio un obiettivo appetibile per gli statunitensi. Il fatto che portò Bonaparte ad abbandonare il suo progetto americano e ad orientarsi invece, armando una flotta di chiatte, verso un'invasione dell'isola britannica fu il mancato rispetto di un accordo da parte degli inglesi. Il trattato di Amiens prevedeva infatti che questi ultimi avrebbero dovuto evacuare l'isola di Malta entro il settembre del 1802, cosa che non avvenne.
Abbandonati dunque i progetti relativi all'impero coloniale francese in America, il 10 aprile 1803 Napoleone fece sapere a François Barbé-Marbois, ministro del tesoro, delle sue intenzioni di cedere la Louisiana agli Stati Uniti. Pochi giorni prima dell'arrivo di Monroe però, il marchese Barbé-Marbois offrì a Livingston tutta la Louisiana. Le istruzioni del presidente Jefferson per Livingston erano quelle di acquistare la sola New Orleans ma Napoleone era sicuro che non avrebbe rifiutato un'offerta così vantaggiosa.
I negoziatori statunitensi erano pronti a spendere 10 milioni di dollari per la sola New Orleans e rimasero probabilmente attoniti quando si videro offerto l'intero territorio della Louisiana per 15 milioni, ovvero tre centesimi per acro. Il trattato, datato 30 aprile 1803, venne firmato in realtà il 2 maggio seguente. L'area geografica della vendita era vastissima, estendendosi dal golfo del Messico fino alla Terra di Rupert e dal Mississippi alle Montagne Rocciose, duplicando così l'estensione territoriale degli Stati Uniti.
Quasi tutto il territorio era occupato dai nativi americani, dai quali in seguito la terra venne acquistata pezzo dopo pezzo. Questo indica che il reale prezzo pagato per la Louisiana fu molto più alto della somma corrisposta alla Francia. L'oggetto della vendita quindi non fu la reale proprietà della terra ma la possibilità di renderla propria in seguito. Ad ogni modo nessuno dei contraenti consultò i nativi, i quali erano i reali possessori del territorio, e probabilmente questi ultimi nemmeno vennero a conoscenza della stipulazione del trattato.

## La firma del trattato

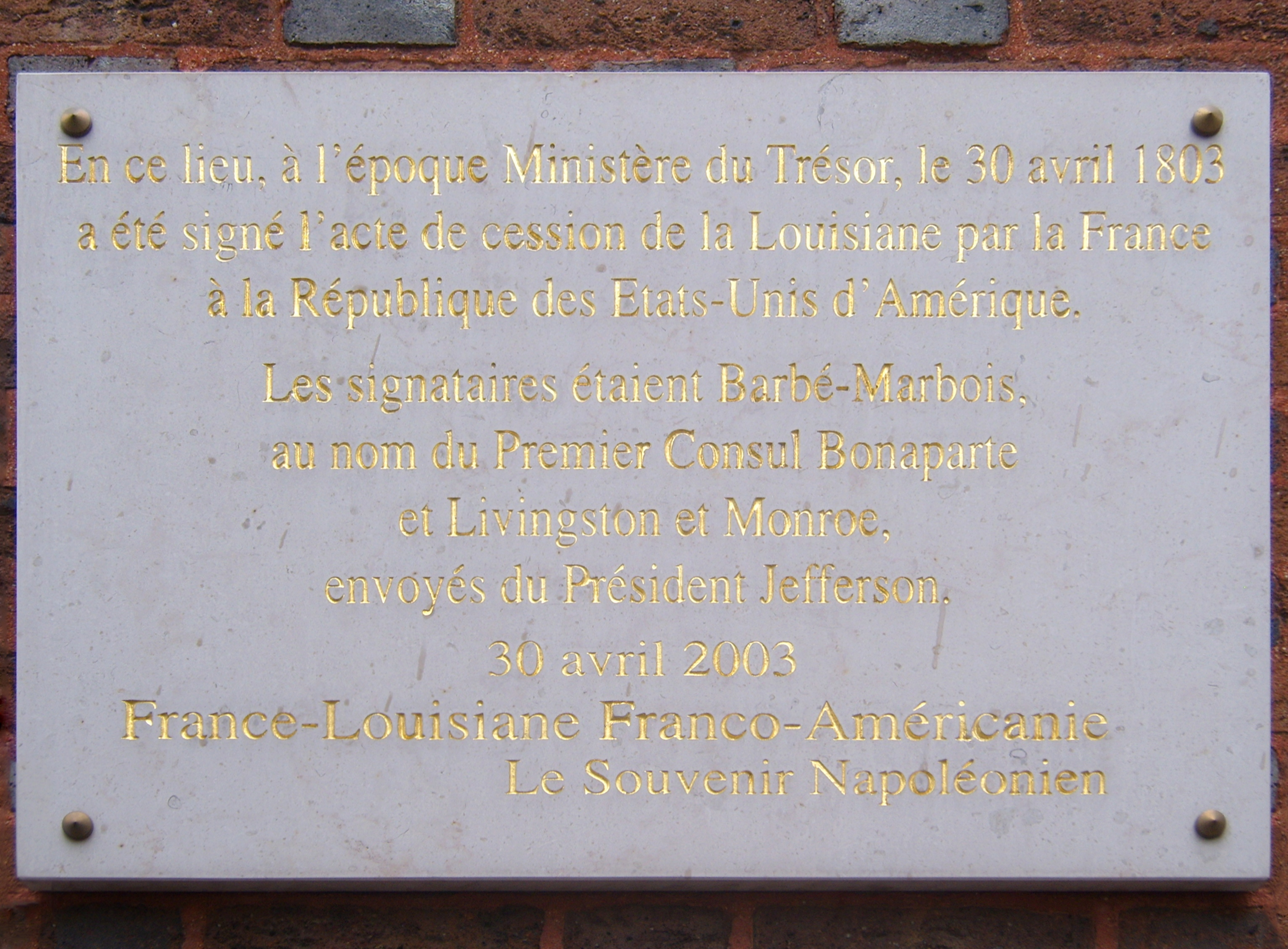
Targa commemorativa della firma del trattato a Parigi

Il 30 aprile 1803 a Parigi il trattato venne firmato da Robert Livingston, da James Monroe e dal marchese Barbé-Marbois. Jefferson annunciò l'avvenuta stipulazione il 4 luglio, dopo la quale Livingston pronunciò la famosa frase:
(Robert Livingston - 1803)
Il Senato ratificò il trattato il 20 ottobre ed il giorno seguente autorizzò il presidente Jefferson a prendere possesso del territorio e di stabilirvi un governo militare temporaneo. Il 31 ottobre stabilì inoltre che l'organizzazione civile del posto avrebbe temporaneamente dovuto mantenere le linee imposte sotto la precedente dominazione spagnola e francese, ed autorizzò il presidente ad avvalersi dell'esercito per il mantenimento dell'ordine.
Per quanto riguarda la cartografia delle terre dell'ovest si organizzò una missione atta ad esplorare i nuovi territori, in seguito nota come spedizione di Lewis e Clark.

## Il pagamento
Della somma totale, 11,25 milioni di dollari in oro vennero dati alla Francia dalla banca/famiglia di origine scozzese (ma da generazioni residenti nei Paesi Bassi) Hope & Co. e dalla banca/famiglia inglese dei Baring Brothers & Co.; in cambio, le due famiglie (imparentate tra loro), ricevettero buoni del tesoro statunitense dalla stessa cifra con un rendimento del 6% annuo.

## Opposizione interna
L'acquisto della Louisiana comportò dissidi interni negli Stati Uniti. Molti consideravano la decisione di Jefferson un atto di ipocrisia, dato che avrebbe creato dei contrasti con Alexander Hamilton. Quest'ultimo ed i suoi federalisti si opposero fermamente alla stipulazione del trattato, preferendo dei buoni rapporti con i britannici alla creazione di stretti legami con i francesi, affermando che l'acquisto fosse incostituzionale e preoccupandosi del grande dispendio economico che avrebbe portato con sé anche un'implicita dichiarazione di guerra alla Spagna. I federalisti inoltre temevano che l'affacciarsi dei nuovi cittadini occidentali avrebbe potuto minacciare i poteri dei singoli Stati nello scacchiere atlantico. Un altro motivo di preoccupazione fu l'eventuale esacerbazione dei rapporti tra nord e sud dovuto alla creazione di nuovi Stati a regime schiavista.
Un gruppo di federalisti, guidati dal senatore del Massachusetts Timothy Pickering, si spinse così oltre da pianificare una secessione con l'intento di creare una confederazione del nord affidandone la presidenza all'allora vicepresidente Aaron Burr, nel caso quest'ultimo fosse riuscito a convincere la città di New York ad unirsi. La secessione non venne mai portata a termine e le relazioni tra Burr e Hamilton si inasprirono concludendosi con un duello che vide la morte del secondo nel 1804.